# Joan Garriga i Vilaresau
Joan Garriga i Vilaresau   (Barcelona, 29 de març de 1963 - Barcelona, 27 d'agost de 2015) fou un pilot de motociclisme català de renom internacional durant la dècada de 1980. Al llarg de la seva carrera va guanyar tres Campionats d'Espanya (1984, 1986 i 1987) i tres edicions seguides de les 24 Hores de Montjuïc (1984 a 1986). Va destacar especialment al Campionat del Món de 250cc durant la temporada de 1988, en què va guanyar tres Grans Premis (amb un total de 10 podis) i protagonitzà una renyida lluita pel títol mundial amb Sito Pons, que acabà perdent en favor d'aquest. De fet, la seva rivalitat amb Pons durà anys (s'inicià al campionat d'Espanya de 250cc, cap a 1983) i fou ben coneguda, arribant a formar-se al seu voltant dos bàndols de seguidors incondicionals: els garriguistes i els sitistes.
Garriga era conegut pel seu agressiu estil de pilotatge i la facilitat amb què sovint avançava els pilots que el precedien, fet que li valgué el sobrenom de Comecocos. També se'l coneixia com a Boeing 747.

## Carrera esportiva

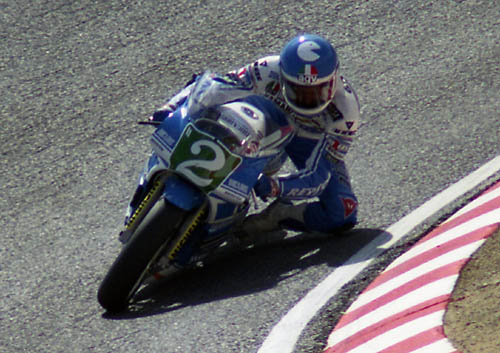
Garriga al GP del Japó de 1989

Garriga vivia a Vallvidrera, prop de la carretera de l'Arrabassada, de manera que es familiaritzà de ben jove amb l'ambient motociclista que envoltava aquella carretera, seu durant anys de curses de pujada de muntanya. A més, els seus abundants revolts li serviren d'entrenament amb la motocicleta.
Debutà en competició internacional la temporada de 1984 a la categoria de 250cc amb una Yamaha. Al llarg de la seva carrera formà part gairebé sempre de l'equip oficial d'aquesta marca japonesa, tret d'una temporada que passà a l'equip de JJ Cobas (1985) i dues al de Cagiva en la categoria de 500cc (1986 i 1993). La temporada de 1987 va aconseguir els seus dos primers podis al mundial de 250cc i acabà el campionat en l'onzena posició final.
El campionat del món de 250cc de 1988 fou un dels més renyits de la història i Garriga protagonitzà una emocionant lluita pel títol amb el també barceloní Sito Pons, a més de Jacques Cornu i Dominique Sarron com a tercers en discòrdia. Mentre Pons, amb l'Honda-Campsa número 3, obtingué un total de quatre victòries al llarg de la temporada, Garriga, amb la Yamaha-Ducados número 11, n'obtingué tres (Cornu i Sarron n'obtingueren dues cadascú i Anton Mang, una altra). El títol no es va decidir fins a la darrera cursa, el Gran Premi del Brasil de Goiânia, on Pons i Garriga arribaren encapçalant la classificació provisional del mundial separats per només 6 punts, quan n'hi havia quinze en joc. A la cursa, que guanyà Sarron, Sito Pons fou tercer i Joan Garriga, cinquè, de manera que Pons va obtenir finalment el títol per només 10 punts de diferència envers el subcampió Garriga.
Després de la seva gran temporada de 1988, quan semblava que la seva cursa vers el títol mundial estava encarrilada, el 1989 es veié immers en tota mena de problemes (especialment, una davallada de prestacions considerable de la seva Yamaha envers la de l'any anterior), de manera que passà la que hauria d'haver estat la seva temporada de consagració sense pena ni glòria. Desenganyat, l'any següent decidí passar als 500cc, però ja mai més no tornaria a destacar com aquell 1988.
Després d'uns anys a la categoria reina, amb resultats discrets, el 1993 canvià a Superbike i a final de temporada es retirà de les competicions.

## Vida personal i mort

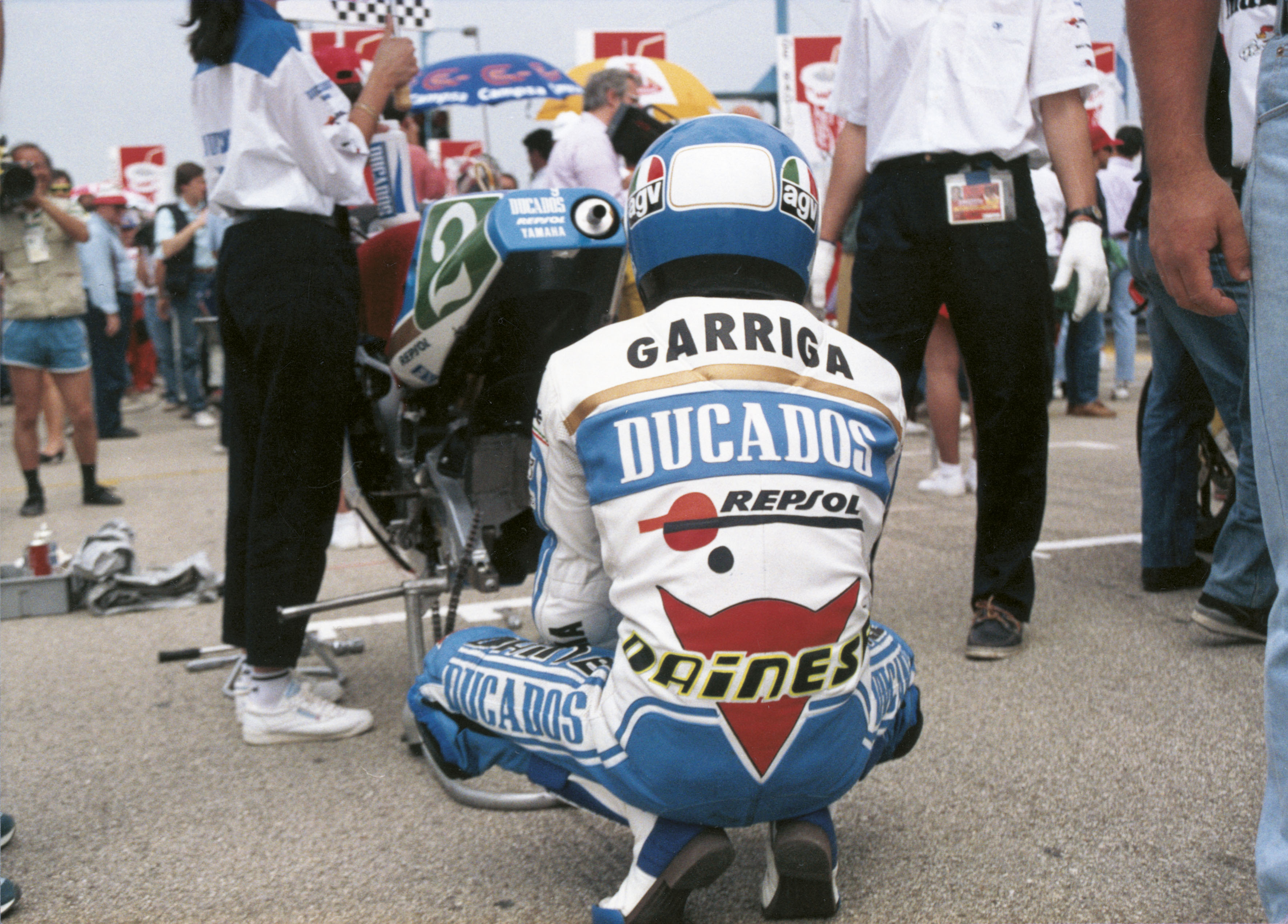
Garriga darrere la seva Yamaha a Austrália el 1989

L'any 2003, un cop retirat dels circuits, passà per una etapa vital difícil i va ser condemnat per tràfic de drogues i tinença d'armes. Malgrat això, no va arribar a ingressar a presó sinó que va seguir un tractament de rehabilitació. Un cop rehabilitat, va col·laborar com a monitor al circuit d'Almeria. El 2013 va ser desnonat i va patir dos infarts. Durant aquesta etapa, el seu antic rival Sito Pons li va donar suport econòmic i emocional.
Joan Garriga es va morir a l'agost del 2015 a causa de les ferides que va patir en un accident de motocicleta mentre circulava per Barcelona pocs dies abans.

## Resultats al Mundial de motociclisme
Barem de puntuació de 1969 a 1987:
| Posició | 1  | 2  | 3  | 4 | 5 | 6 | 7 | 8 | 9 | 10 |
| Punts   | 15 | 12 | 10 | 8 | 6 | 5 | 4 | 3 | 2 | 1  |

Barem de puntuació de 1988 a 1991:
| Posició | 1  | 2  | 3  | 4  | 5  | 6  | 7 | 8 | 9 | 10 | 11 | 12 | 13 | 14 | 15 |
| Punts   | 20 | 17 | 15 | 13 | 11 | 10 | 9 | 8 | 7 | 6  | 5  | 4  | 3  | 2  | 1  |

Barem de puntuació de 1992:
| Posició | 1  | 2  | 3  | 4  | 5 | 6 | 7 | 8 | 9 | 10 |
| Punts   | 20 | 15 | 12 | 10 | 8 | 6 | 4 | 3 | 2 | 1  |

Barem de puntuació de 1993 ençà:
| Posició | 1  | 2  | 3  | 4  | 5  | 6  | 7 | 8 | 9 | 10 | 11 | 12 | 13 | 14 | 15 |
| Punts   | 25 | 20 | 16 | 13 | 11 | 10 | 9 | 8 | 7 | 6  | 5  | 4  | 3  | 2  | 1  |

(Ids. Grans Premis | Llegenda) (Curses en negreta indiquen pole; curses en  itàlica indiquen volta ràpida)
| Any  | Categoria | Equip          | 1      | 2      | 3      | 4      | 5      | 6      | 7      | 8      | 9      | 10     | 11     | 12     | 13     | 14     | 15     | Punts | Posició | Victòries |
| ---- | --------- | -------------- | ------ | ------ | ------ | ------ | ------ | ------ | ------ | ------ | ------ | ------ | ------ | ------ | ------ | ------ | ------ | ----- | ------- | --------- |
| 1984 | 250cc     | Yamaha         | RSA -  | NAT -  | ESP -  | AUT -  | GER -  | FRA -  | YUG 14 | DTT -  | BEL -  | GBR -  | SWE -  | SM -   |        |        |        | 0     | -       | 0         |
| 1985 | 250cc     | JJ Cobas       | RSA NC | ESP 18 | GER NC | NAT 11 | AUT 7  | YUG NC | DTT -  | BEL 7  | FRA 11 | GBR 20 | SWE 14 | SM 14  |        |        |        | 8     | 18è     | 0         |
| 1986 | 500cc     | Cagiva         | ESP 8  | NAT NC | GER NC | AUT NC | YUG 12 | DTT 10 | BEL NC | FRA 20 | GBR NC | SWE -  | SM NC  |        |        |        |        | 4     | 17è     | 0         |
| 1987 | 250cc     | Ducados-Yamaha | JPN 6  | ESP 3  | GER 8  | NAT NC | AUT 11 | YUG 9  | DTT 8  | FRA -  | GBR -  | SWE -  | CSR 9  | SM 7   | POR 2  | BRA 10 | ARG 7  | 46    | 11è     | 0         |
| 1988 | 250cc     | Ducados-Yamaha | JPN 6  | USA 10 | ESP 2  | EXP 1  | NAT 3  | GER 3  | AUT 3  | DTT 1  | BEL 6  | YUG 2  | FRA 4  | GBR 3  | SWE 2  | CSR 1  | BRA 5  | 221   | 2n      | 3         |
| 1989 | 250cc     | Ducados-Yamaha | JPN 10 | AUS 4  | USA NC | ESP 4  | NAT NC | GER 8  | AUT NC | YUG 5  | DTT NC | BEL 7  | FRA 8  | GBR 6  | SWE 10 | CSR 7  | BRA 11 | 98    | 8è      | 0         |
| 1990 | 500cc     | Ducados-Yamaha | JPN 10 | USA 6  | ESP 9  | NAT 8  | GER 7  | AUT 9  | YUG NC | DTT 6  | BEL 9  | FRA 8  | GBR 7  | SWE 8  | CSR 5  | HUN 5  | AUS 6  | 121   | 6è      | 0         |
| 1991 | 500cc     | Ducados-Yamaha | JPN 7  | AUS NC | USA 8  | ESP 4  | ITA 8  | GER 7  | AUT 6  | EUR 6  | DTT 12 | FRA 11 | GBR 9  | SM 7   | CSR 6  | VDM 6  | MAL 4  | 121   | 7è      | 0         |
| 1992 | 500cc     | Ducados-Yamaha | JPN 12 | AUS 9  | MAL 4  | ESP 7  | ITA 6  | EUR 10 | GER 9  | DTT 4  | HUN 8  | FRA 4  | GBR 3  | BRA NC | RSA 10 |        |        | 61    | 7è      | 0         |
| 1993 | 500cc     | Cagiva         | AUS -  | MAL -  | JPN -  | ESP -  | AUT -  | GER -  | DTT -  | EUR 9  | SM -   | GBR -  | CZE -  | ITA -  | USA -  | FIM -  |        | 7     | 25è     | 0         |